# TOLD开发模式
TOLD开发模式，又称旅游为导向的土地综合发展（英語：Tourism-oriented Land Development，TOLD），是指在一片较大规模的地区范围内，以旅游开发为导向，并结合房地产、户外运动、商务会展及其他更多业态进行规划建设的土地综合发展模式。它是通过对旅游资源的创新开发和利用，形成具有一种或多种主题，集中多种休闲、游憩、娱乐、商业等功能的复合型土地开发方式。

## 延伸阅读
- 盛永利，黎筱筱，杨小兰，李关平. . 北京: 北京大学出版社、中国林业出版社. 2010年. ISBN 9787503858864.